# Bánffyhunyadi Mogyoró Benedek
Bánffyhunyadi Mogyoró Benedek (Bánffyhunyad, 16. század első fele – ?, 1603 eleje) református lelkész, a Tiszántúli református egyházkerület püspöke 1595-től haláláig. Az alkimista Joannes Banfi Huniades apja.

## Életútja
Hazai iskolái végeztével külföldre ment, és 1551. június 4-én a wittenbergi egyetemre iratkozott be. Hazatérte után valamikor 1564 előtt Debrecenben is lelkészkedett. 1569-ben pedig állítólag tasnádi pap volt. 1595. július 6-án mint szilágycsehi lelkészt, tiszántúli püspökké választották.
Egy műve ismert: Az mirigyhalálról való rövid ker. értelem. 1577.